# 복수의 길
"복수의 길"(The Road Of Revenge)은 한국에서 제작된 이우열 감독의 2005년 영화이다. 햄 림부 등이 주연으로 출연하였고 이금구 등이 제작에 참여하였다.

## 출연

### 주연
- 햄 림부
- 마붑 아럼

## 기타
- 조명: 이정인
- 조명: 강대경
- 연출부: 김무진
- 연출부: 유민구
- 연출부: 임채만
- 음향: 방승혁
- 미술: 최미정
- 분장: 박선
- 연기지도: 변영국
- 액션지도: 박주일